# Our Nig
Our Nig; or, Sketches from the Life of a Free Black, in a Two-Story White House, North. Showing that Slavery's Shadows Fall Even There är en roman av den afroamerikanska författaren Harriet E. Wilson. Den publicerades 1859 och är den första romanen skriven av en svart författare utgiven i USA och troligtvis även världens första engelskspråkiga bok av en svart kvinna.